# Font de Santa Anna
La font de Santa Anna es troba al carrer de la Cucurulla, 6 de Barcelona, i està catalogada com a bé cultural d'interès local.

## Història i descripció

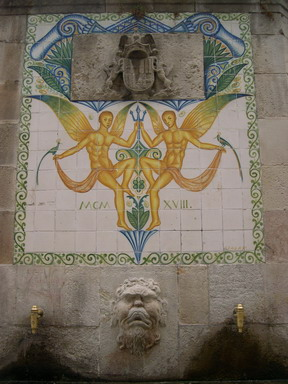
Detall d'un dels plafons

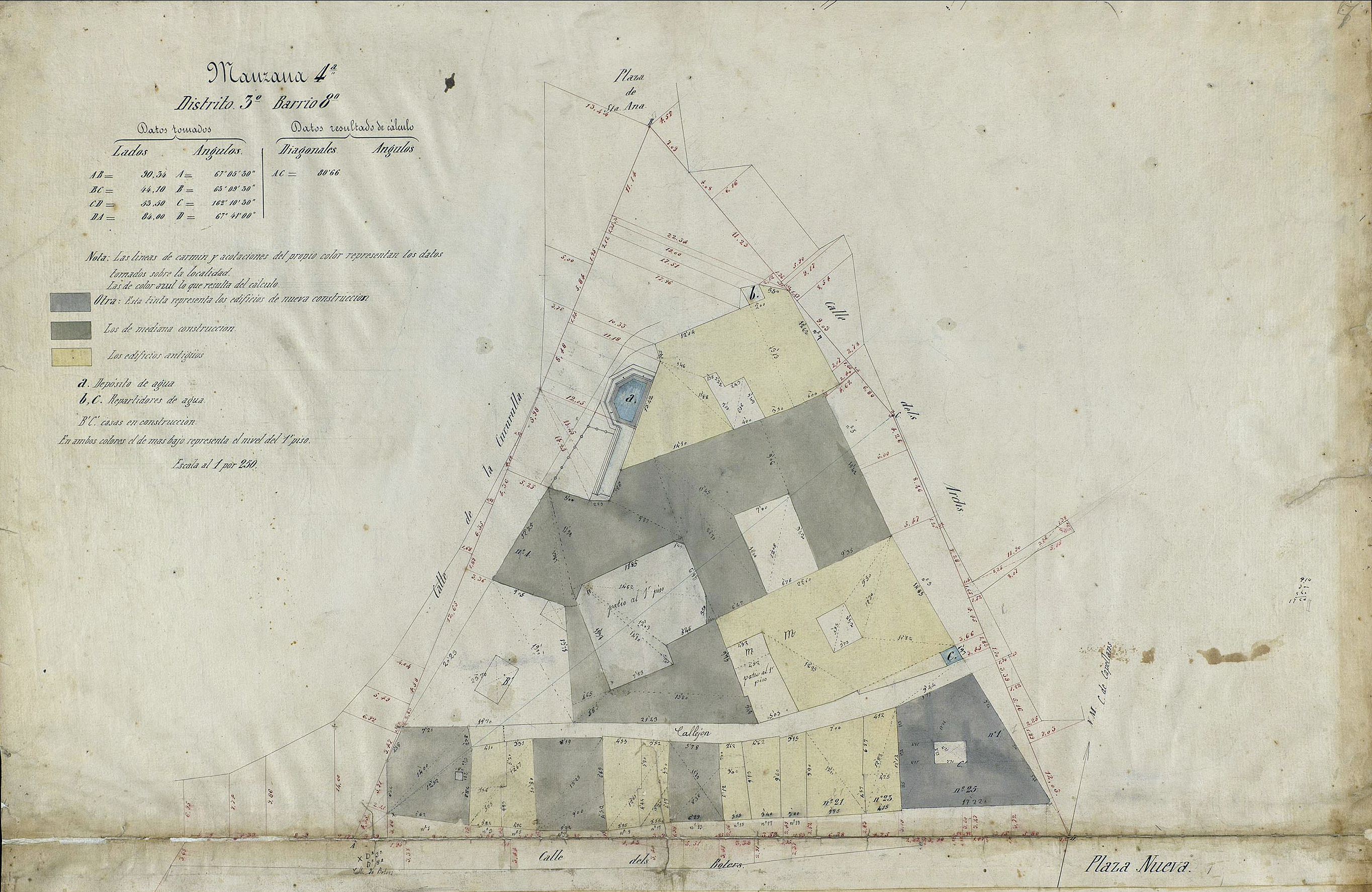
Quarteró núm. 61 de Garriga i Roca (c. 1860)

Va ser construïda el 1356, quan el Consell de Cent va fer enderrocar una casa de la plaça de Santa Anna (actualment avinguda del Portal de l'Àngel). Originalment devia ser de planta octogonal, però la construcció d'un edifici adossat el 1621 en va fer desaparèixer tres cares.
Va ser refeta diverses vegades, una d'elles el segle xix (segons consta en una làpida al frontispici), fins que Jaume Bofill i Mates, regidor de la Lliga Regionalista, n'encarregà la reforma al jove Josep Aragay, que tot just havia fet una estada d'un any a Itàlia per tal d'estudiar les tècniques de decoració mural, becat per l'Ajuntament de Barcelona. Es va suprimir una tanca que la tapava als ulls dels vianants i s'hi van posar cinc plafons de rajoles policromades de la fàbrica Pujol i Bausis a Esplugues de Llobregat, amb un programa iconogràfic suma d'elements estilitzats alguns i moltes vegades fruit de la imaginació de l'artista, i la part superior va ser coronada amb gerros de ceràmica vidrada.  Aragay va cobrar 500 pessetes pel projecte i 2.000 més per l'execució pictòrica; les rajoles i els gerros van costar 1.500 pessetes, i l'obra va quedar acabada la primavera del 1918.
Amb el pas dels anys, els gerros van anar patint desperfectes fins a desaparèixer del tot. El maig del 2002, i gràcies al finançament d'un patrocinador, l'Institut del Paisatge Urbà va restaurar-los a partir dels motlles conservats al Museu Municipal Josep Aragay de Breda, vila on l'artista tenia el seu taller des del 1925 fins a la seva mort.
L'abril del 2014 es va desfermar la polèmica per la instal·lació, just al costat de la font, d'una escala d'emergència per a la terrassa del Reial Cercle Artístic, però finalment fou retirada dos anys més tard.